# Spicospina flammocaerulea
Spicospina flammocaerulea es una especie de anfibio anuro de la familia Myobatrachidae y única representante del género Spicospina.

## Distribución geográfica y hábitat
Es endémica del sudoeste de Australia Occidental. Su rango altitudinal oscila entre 300 y 400 m s. n. m..

## Estado de conservación
Se encuentra amenazada por la pérdida de su hábitat natural.